# Programma europeo per le specie minacciate
Un programma europeo per le specie in pericolo (o EEP da EAZA Ex-situ Programme) è un programma europeo di allevamento creato per la salvaguardia di una specie animale.

## Programma europeo EEP
I programmi europei EEP di allevamento e di conservazione di specie minacciate hanno fatto la loro comparsa nel 1985. Un tale programma ha lo scopo di incoraggiare, di monitorare e di dare informazioni per favorire l'allevamento di una specie minacciata (o specie in pericolo), conservando le sue caratteristiche naturali, avendo come obiettivo un'eventuale reintroduzione in natura o un rafforzamento della popolazione selvatica con l'aggiunta di esemplari allevati nei giardini zoologici.
La gestione degli EEP è assicurata a livello europeo dall'Associazione europea degli zoo e degli acquari (EAZA).
Un EEP segue tutti gli animali di una data specie presenti negli zoo europei, e per questo un coordinatore di specie (qualcuno, con un particolare interesse e conoscenza della specie interessata, che lavora in uno zoo o in un acquario dell'EAZA) è incaricato di recensire tutti gli esemplari e di creare un registro contenente l'albero genealogico di ciascun animale, nonché ogni altra informazione necessaria per la gestione e la riproduzione della specie. Il coordinatore svolge anche le analisi genetiche e demografiche; produce un piano per la futura gestione della specie e, aiutato dalla Commissione di specie (composta da membri eletti dagli zoo partecipanti), redige anche le raccomandazioni di allevamento.
Ogni anno vengono emesse indicazioni con stabilito quali animali sono in grado di riprodursi e quali no, quali saranno trasferiti da un giardino zoologico a un altro come prestito di allevamento, ecc. Per evitare problemi di consanguineità, gli zoo effettuano scambi di individui, inibendo la riproduzione tra animali troppo consanguinei, o migliorando quella di una data popolazione. Allo stesso modo, per conservare dei pedigree puri, in preparazione di una reintroduzione in natura, gli zoo provvedono a sterilizzare gli animali che non sono di razza pura.

## Studbook europeo ESB
Uno studbook europeo (o ESB, da European StudBook) è meno intensivo di un programma EEP e costituisce un secondo livello di programma europeo di allevamento per le specie minacciate.
Il custode dello studbook, che è responsabile di un ESB per una data specie, raccoglie tutti i dati sulle nascite, le morti e i trasferimenti avvenuti in tutti gli zoo dell'EAZA riguardanti la specie in questione. Questi dati sono introdotti in dei programmi informatici specifici che permettono al custode dello studbook di effettuare analisi sulla popolazione della specie. Gli zoo appartenenti all'EAZA possono chiedere al custode dello studbook informazioni sulla riproduzione e i trasferimenti degli esemplari della specie inserita in tale studbook.
Raccogliendo e analizzando tutte le informazioni relative alla specie, della quale è responsabile, il custode dello studbook può giudicare se negli zoo europei la specie interessata se la passa bene, o se è necessaria una gestione più rigida per mantenere la popolazione in buona salute a lungo termine. In questo caso, il custode dello studbook può proporre che la specie venga gestita come un programma EEP.